# Chacaltianguis
Chacaltianguis är en ort i Mexiko.   Den ligger i kommunen Chacaltianguis och delstaten Veracruz, i den sydöstra delen av landet, 400 km öster om huvudstaden Mexico City. Chacaltianguis ligger 15 meter över havet och antalet invånare är 4 133.
Terrängen runt Chacaltianguis är mycket platt. Runt Chacaltianguis är det ganska glesbefolkat, med 34 invånare per kvadratkilometer. Närmaste större samhälle är Cosamaloapan de Carpio, 8,3 km nordost om Chacaltianguis. Trakten runt Chacaltianguis består till största delen av jordbruksmark.